# Braunsapis associata
Braunsapis associata är en biart som först beskrevs av Michener 1961.  Braunsapis associata ingår i släktet Braunsapis och familjen långtungebin. Inga underarter finns listade.

## Bildgalleri

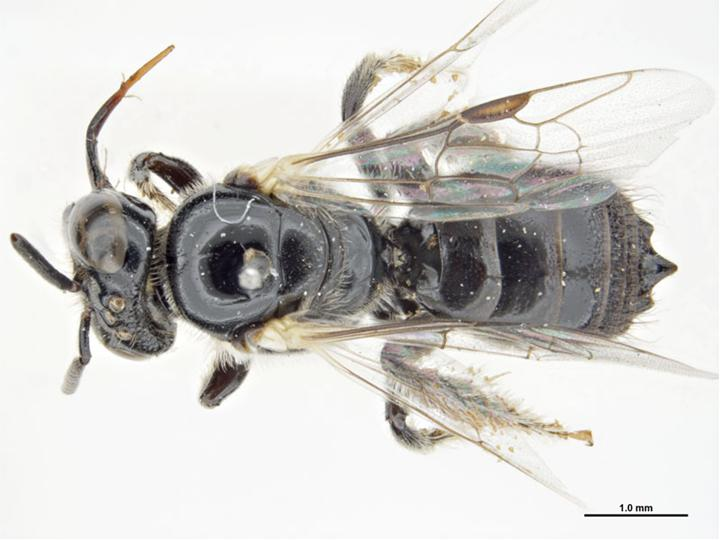
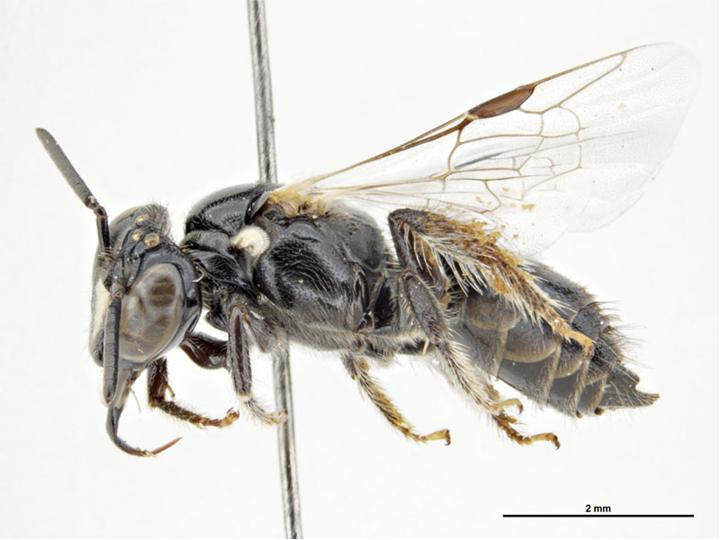